# Siegfried Haag
Siegfried Gottlieb Haag (Aurich, 15 de març de 1945) és un advocat i activista polític alemany, exmilitant de la Fracció de l'Exèrcit Roig (RAF) i líder preeminent de la seva segona generació.

## Joventut i formació
Nascut el 15 de març de 1973 a la localitat alemanya d'Aurich, a la Baixa Saxònia, va iniciar la seva militància d'esquerra a la Federació Socialista Alemanya d'Estudiants (SDS). Després de llicenciar-se el 1973, va treballar com a advocat a Heidelberg, i el 1974 va defensar breument a Holger Meins, a qui va poder visitar immediatament abans de morir d'inanició. El 1975, en ocasió dels judici de Stammheim, va ser l'advocat d'Andreas Baader.

## Militància a la RAF
Conegut com a simpatitzant dels revolucionaris d'esquerra, els va ajudar com a advocat defensor davant dels tribunals alemanys. En aquestes ocasions va fer de missatger, passant informació entre els diferents membres de la RAF. La seva participació criminal es va fer més substancial i el 1975 va ser arrestat per portar armes de contraban a l'Alemanya Occidental des de Suïssa amb l'ajut d'Elisabeth Von Dyck. Per aquest delicte va complir sis mesos en un centre de detenció i, quan va ser alliberat, va passar a la clandestinitat. Ràpidament es va convertir en un important membre de la segona generació de la RAF i va reclutar molts nous membres. Un cop va ser citat dient el següent: «Si sóc un general dins de la Fracció de l'Exèrcit Roig, Baader és un simple cap».
Tot i que ell no hi va prendre part, es pensa que la seva participació va ser crucial en la presa d'ostatges de l'ambaixada de l'Alemanya Occidental a Estocolm, realitzada el 24 d'abril de 1975. Per un període, entre 1975 i 1976, va rebre entrenament en tàctiques de guerrilla urbana en un camp d'ensinistrament al Iemen del Sud, abans de tornar a l'Alemanya Occidental. El 20 de setembre i el 15 d'octubre de 1976 va participar en dos robatoris de bancs, un a Colònia i l'altre a Hamburg, capitanejant amb Roland Mayer els nous militants de la RAF, que es van endur un botí total de 210.000 marcs alemanys.

## Detenció i empresonament
El 30 de novembre de 1976 va ser arrestat a Butzbach, a l'estat de Hessen, juntament amb Roland Mayer, quan la policia els va atrapar conduint per l'autovia amb un vehicle robat. Dins del cotxe van decomissar armes i documents encriptats que revelaven detalls del segrest de Hanns Martin Schleyer, els quals van ser desxifrats un temps després de manera retrospectiva. Amb Haag a la presó, Brigitte Mohnhaupt va assumir el lideratge del grup, malgrat que les autoritats sospitaven que d'alguna manera ell estava enviant ordres des de la presó.
Durant la seva estada a la presó de Stammheim, les converses que va tenir amb els seus advocats van ser gravades il·legalment, en el que es coneix com el cas de les escoltes telefòniques de Stammheim. Després que es fes públic, els ministres territorials de l'Interior i de Justícia de Baden-Württemberg, Karl Schiess i Traugott Bender, respectivament, van invocar l'estat d'emergència justificable. perquè s'esperava que els advocats i els presos havien planejat accions immediates de repressió. Aleshores, la Fiscalia Superior de Stuttgart va declarar que no coneixen l'operació d'escoltes telefòniques perquè s'havia dut a terme des de l'Oficina de Protecció de la Constitució alemanya. Com a resultat, el Tribunal Regional Superior d'Stuttgart va prohibir seguir escoltant les converses dels advocats.
El 19 de desembre de 1977, aquest mateix tribunal de Stuttgart el va condemnar a 15 anys de presó per còmplice d'assassinat i altres delictes. El 1984 es va desvincular del col·lectiu penitenciari de la RAF i el 1987 va ser alliberat a causa del seu delicat estat de salut. Poc abans del seu alliberament va declarar en una entrevista al Frankfurter Rundschau, en la que aparentment es penedia de la seva vida com a activista armat, afirmant que: «les accions de la RAF han resultat equivocades. Em vaig incorporar al grup amb la convicció de veure si funcionava. Han trigat tots aquests anys a arribar a la conclusió que cal renunciar a aquesta política, que és errònia».